# لوكا كاتانيو
لوكا كاتانيو (بالإيطالية: Luca Cattaneo)‏ هو متزحلق جبال الألب إيطالي، ولد في 24 يوليو 1972 في برينو في إيطاليا.

## وصلات خارجية
- لوكا كاتانيو على موقع الاتحاد الدولي للتزلج (التزلج على المنحدرات الثلجية) (الإنجليزية)
- لوكا كاتانيو على موقع الاتحاد الدولي للتزلج (التزلج الحر) (الإنجليزية)
- لوكا كاتانيو على موقع أوليمبيديا (الإنجليزية)